# كاترين (لعبة فيديو)
كاترين (بالإنجليزية: Catherine)، هي لعبة فيديو يابانية، وهي من نوع ألغاز ، ومنصات، تم تطويرها ونشرها من قبل شركة أتلس اليابانية، تم إصدارها في السوق سنة 2011، والتي تعمل لمنصات بلاي ستيشن 3، إكس بوكس 360، مايكروسوفت ويندوز، بلاي ستيشن 4، إكس بوكس ون وبلاي ستيشن فيتا.